# Нафтова провінція
Нафтова провінція (рос. нефтяная провинция; англ. petroliferous province; нім. Erdölprovinz f) – велика географічна територія, яка об’єднує сукупність суміжних нафтогазоносних областей і в якій зустрічаються родовища нафти і газу в однакових або близьких геологічних умовах. 